# 조르조 아르마니
조르조 아르마니(이탈리아어: Giorgio Armani, 1934년 7월 11일 ~ )는 이탈리아의 패션 디자이너이다.

## 생애
1934년 이탈리아 북부 애밀리아로마냐에서 출생한 아르마니는, 알타 모타 프론타(오트쿠튀르의 프레타포르테) 컬렉션의 스타일리스트의 한 사람으로 오트쿠튀르의 옷은 만들지 않는다. 의사가 되기 위해 밀라노대학 의학부에 들어갔으나 중퇴하였고, 의료보조원으로 군에 복무했다. 1954년 리나 생티 백화점에 입사하여 전시장 디자이너를 거쳐 패션 스타일리스트, 남성복 분야를 담당하였다. 1960년 니노 세루티 남성복 디자이너로 활동했으며, 힐튼에서 7년간 고급 남성복을 디자인하였다. 1972년 첫 컬렉션을 가졌으며 1974년 처음으로 아르마니라는 자신의 의상실을 열고 남성복을 디자인하였다. 1975년부터 여성복도 디자인하기 시작하였으며 1980년 영화 《아메리칸 지골로》에서 주인공 역인 리처드 기어의 의상을 담당하면서 세계적 명성을 얻었다.
그의 디자인 철학은 과장된 기교없이 정수만 압축시킨 단순함과 우아함에 있다. 아름답고 완벽한 재단으로 유명하며 뉴트럴 컬러를 선호한다. 현대적이고 화려하지만 절제되고 차분한 재킷으로 기술과 예술의 완벽한 조화를 이룬다는 평을 받는다. 아르마니 재킷의 비밀은 남성 재킷에 있는데, 몸 위에 자연스럽게 걸쳐지는 실루엣을 위해서 그는 재킷 속의 패드와 안감을 떼어냈다. 이것을 여성 재킷에도 적용하였고 남성복과 여성복 수트의 소재를 함께 사용하는 등 파격을 모험하여, 모던 클래식의 원조로 ‘재킷의 왕’이라는 칭송을 받는다. 실용적이고 고급스러운 아르마니 재킷은 당시 커리어 우먼들 사이에 붐을 형성했다.
아르마니는 그의 옷을 입는 사람들이 패션의 희생물이 되는 것이 아니라 그의 의상을 통해서 세련되어 보이도록 하는 것을 추구한다. 또한 소비자와 함께 가는 그의 패션관도 성공의 열쇠가 되었다. 아르마니 남성복, 여성복 외에 젊은층을 겨냥한 서브브랜드로 엠포리오 아르마니, 에레우노, 마리오 발렌티노 컬렉션과 엠포리오 아르마니 스포츠웨어 라인이 있다. 향수 분야에도 진출하여 ‘지오, 아쿠아 지오, 일르, 엘르’ 등을 제작하였다. 1920년대에 샤넬, 1930년대에 디오르, 1960년대에 퀀트, 1980년대에 아르마니라고 할 만큼 1980년대의 대표적 디자이너로 평가받는다. 1979년 니만 마커스상, 1983년 미국 패션디자이너협회(CFDA)상을 수상하였다.

## 브랜드

### 정장

#### 조르지오 아르마니
조르조 아르마니 브랜드의 최상위 브랜드 라인이며, 아르마니의 브랜드 중 최고가이다.

#### 엠포리오 아르마니
조르지오 아르마니보다는 낮은 연령층(20대~40대)을 타겟으로하는 브랜드이다.

#### 아르마니 익스체인지
10대~ 30대를 타겟층으로하는 캐주얼 브랜드이다.

## 일화
- 조르조 아르마니는 2004년 유럽축구연맹에서 4년마다 개최하는 축구대회인 UEFA 유로 2004에 출전하는 영국 축구 국가대표팀의 유니폼과[3] 2006년 독일월드컵에 출전하는 영국 축구 국가대표팀의 유니폼의 제작을 맡았다. 2006년 아르마니는 언론과의 인터뷰에서 "축구 선수는 다른 스타들과는 달리 영웅적인 면을 지닌 아이콘"이라고 칭송하였다.[4]